# 開放型文書体系
開放型文書体系（英: Open Document Architecture、ODA）とは、フリーかつオープンな文書ファイルフォーマットの国際規格であり、ITU-Tが既存のプロプライエタリな文書ファイルフォーマットの代替として策定・保守している。ODAの詳細は CCITT T.411-T.424 で規格化されており、これは ISO 8613 と同じである。
日本工業規格としては JIS X 4101, 4102, 4104…4109, 4112, 4114 として採用されたが、2009年に廃止された。

## フォーマット
ODAは、テキスト、ラスター画像、ベクターグラフィックスを含む複合文書フォーマットを定義している。リリース当初、他の類似の規格との違いは、グラフィックスの構造として CCITT ラスターイメージと Computer Graphics Metafile (CGM - ISO 8632) のみが定義されていた点だった。これは、ワードプロセッサやDTPソフトウェアがあらゆる画像ファイルフォーマットを解釈しなければならないという問題を解決するためであった。
文書には論理的構造とレイアウト構造がある。論理的にはテキストは、章、脚注、その他HTMLのような部分要素に分けられ、レイアウト構造はWebにおける Cascading Style Sheets のような役目を果たす。ODAフォーマットのバイナリ転送形式は Open Document Interchange Format (ODIF) と呼ばれ、SGML と ASN.1 に基づいている。
この規格では、文書は Formatted、Formatted Processable、Processable のいずれかのフォーマットで格納および交換される。Processable とあるフォーマットは編集可能なフォーマットである。従って Formatted は編集不可能なフォーマットで、論理的にはよく使われている Adobe PDF に似ている。

## 歴史
1985年、ESPRIT (European Strategic Program on Research in Information Technology) は ODA の試験的実装に資金提供し、Bull、オリベッティ、ICL、シーメンスがこれに関与した。
その意図するところは、時代遅れにならない汎用の保管および交換用の文書構造を定義し、それを任意のワードプロセッサやDTPで使えるようにすることだった。当時、ワードプロセッサなどのソフトウェアは固有のフォーマットを使っていて、しかも技術の進歩と共にそのフォーマットが頻繁にアップデートされ、古いフォーマットの文書が使えなくなるという事態が生じていた。このため Microsoft Word や WordPerfect といったソフトウェアを使っていた企業は、古い文書を新しいフォーマットに変換するためだけに人を雇う必要があった。この規格は、そのような必要性をなくし、長期間使い続けられる文書フォーマットを一般に広めることを意図していたのである。
規格は1989年2月にオタワで開催されたISOワーキンググループの会合で完成し、同年正式にリリースされた。その後も改善や追加が継続的に行われた。最新版は1999年にリリースされている。しかし、このフォーマットは文書ソフトウェア企業にはほとんど採用されなかった。規格策定に非常に長期間かかった点も原因と考えられる（1985年に開始されたが、決定版ともいうべき最終版が出たのは1999年である）。採用した製品が少ないため、使いたいというユーザーもほとんどいなかった。結果として、この規格は広まらずに終わった。
ODAは失敗以外の何物でもないが、HTML と CSS、XML と XSL、OpenDocument などの後の文書フォーマットは明らかにODAの精神に影響を受けている。